# Mammillaria pottsii
Mammillaria pottsii (укр. Мамілярія потсі, мамілярія Поттса) — сукулентна рослина з роду мамілярія (Mammillaria) родини кактусових (Cactaceae).

## Історія

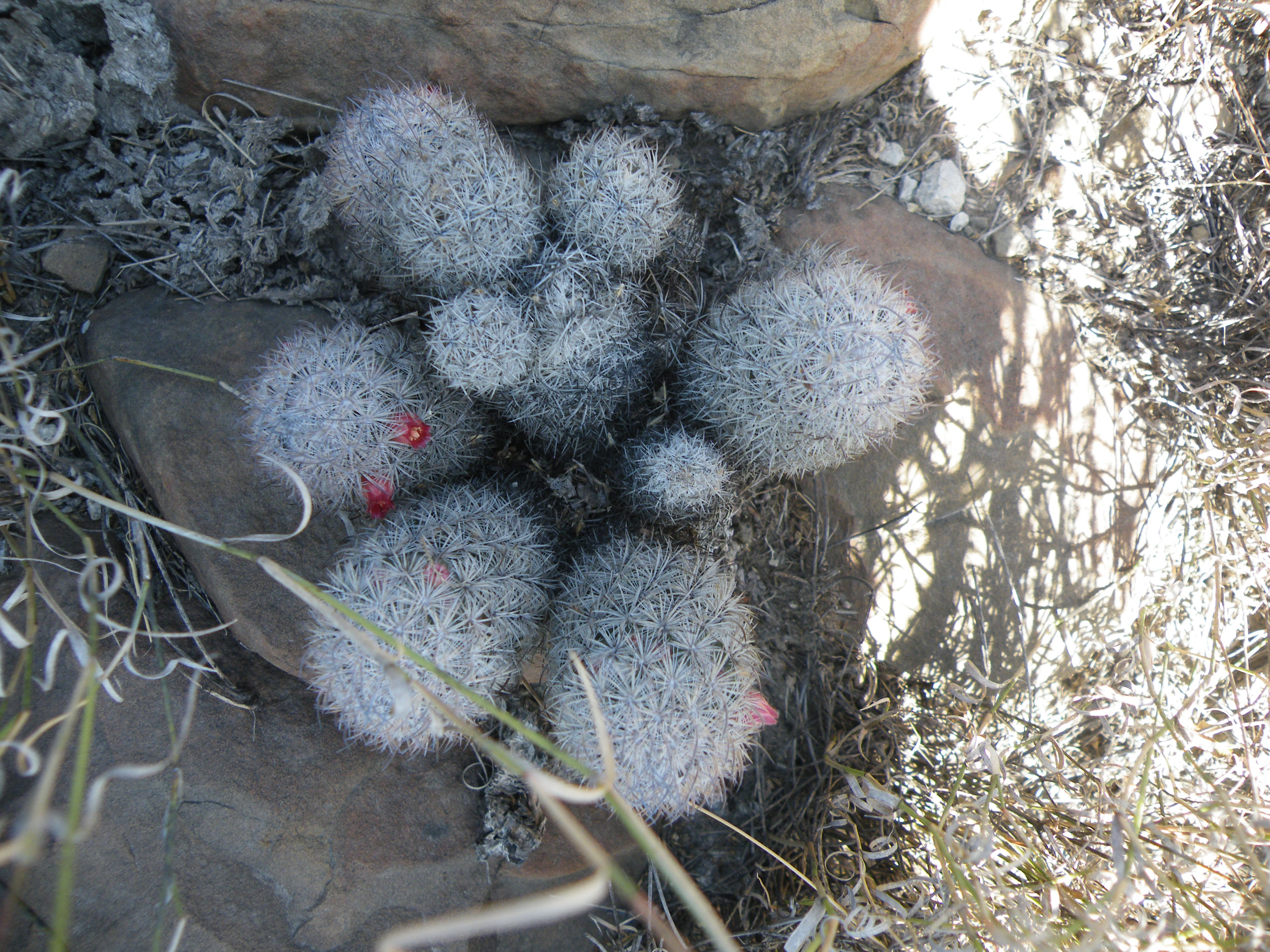
Квітуча Mammillaria pottsii у природних умовах, штат Нуево-Леон, Мексика

Вид вперше описаний німецьким ботаніком, князем Йозефом Сальм-Райффершайдт-Діком (нім. Joseph zu Salm-Reifferscheidt-Dyck, 1773—1861) у 1850 році у виданні англ. «Cacteae in Horto Dyckensi Cultae» з назвою, запропонованою німецьким ботаніком, директором Королівських ботанічних садів у К'ю Фрідріхом Шеєром (нім. Frederick Scheer, 1793—1869).

## Етимологія
Видова назва дана на честь Джона Поттса — директора монетного двору в Чіуауа, який знайшов цей вид.

## Ареал і екологія
Mammillaria pottsii зростає в Мексиці і США. Ареал охоплює всю північну Мексику: штати Чіуауа, Коауїла, Дуранго, Сан-Луїс-Потосі, Сакатекас і Техас у США. Рослини зростають на висоті від 800 до 2100 метрів над рівнем моря у відшаровуваному вапняку з невеликим вмістом гумусу, в ксерофільному скребі. Він також росте в щебнистих районах пагорбів і пісках в пустелі.

## Морфологічний опис
| Орган              | Опис |
| Рослини            | Рослини кущаться в основі і вздовж стебла. |
| Коріння            | |
| Стебло             | циліндричне, до 20 см заввишки, в діаметрі 2,5-3 см. |
| Епідерміс          | синьо-зелений. |
| Маміли             | конічні, без молочного соку. |
| Ареоли             | |
| Аксили             | з невеликою кількістю пуху. |
| Центральні колючки | зазвичай 7, тверді, роздуті в основі, розставлені, вигнуті, від коричневого відтінку до синювато-чорного, завдовжки 4-12 мм, одна верхня міцна, згинається в зворотному напрямку або вертикальна. |
| Радіальні колючки  | 30-45, тонкі, чергуються, білі, прямі, завдовжки 3-5 мм. |
| Квіти              | не відкриваються широко, коричнево-червоні, 10-15 мм завдовжки і в діаметрі. |
| Бутони             | |
| Зовнішні пелюстки  | |
| Внутрішні пелюстки | |
| Тичинки            | |
| Маточка            | |
| Плоди              | червоні. |
| Насіння            | чорні до червонувато-коричневого відтінку. |

## Чисельність, охоронний статус та заходи по збереженню

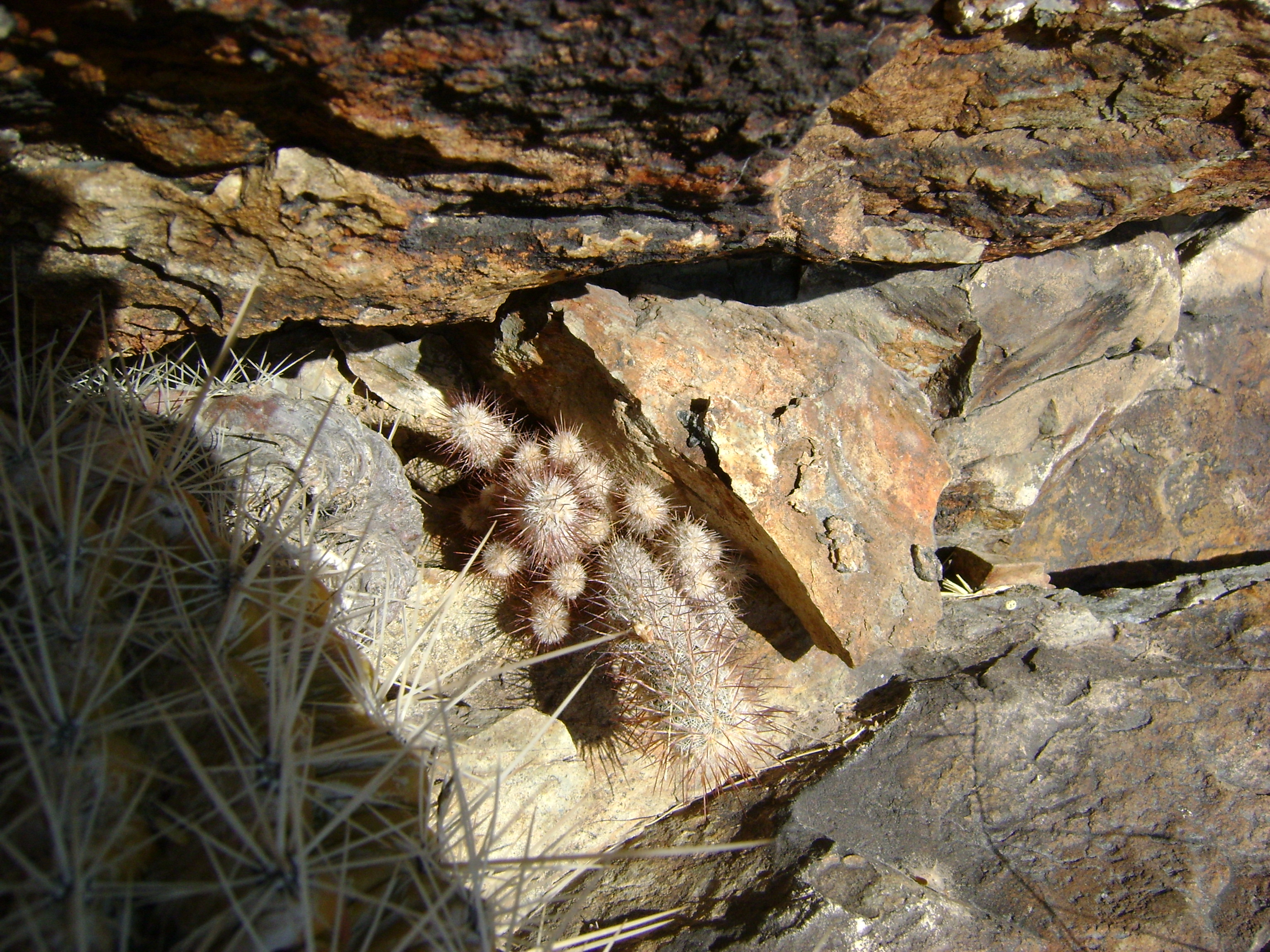
Mammillaria pottsii у природних умовах в розщелині скелі, штат Дуранго, Мексика

Mammillaria pottsii входить до Червоного списку Міжнародного союзу охорони природи видів, з найменшим ризиком (LC).
Вид поширений і рясний у всьому діапазоні зростання. Поточний тренд чисельності рослин стабільний.
Зустрічається в національному парку Біг-Бенд в Техасі.
Охороняється Конвенцією про міжнародну торгівлю видами дикої фауни і флори, що перебувають під загрозою зникнення (CITES).

## Утримання в культурі
У культурі рослина непроста, де великі колонії побачиш нечасто. Зростання у природі в тріщинах чистого вапняку говорить про необхідність дуже хорошого дренажу. Для земельної суміші рекомендований склад з 50 % щебеню, з якого не менше половини повинен бути вапняк.